# Американски тюлени 3: Живи или мъртви
„Американски тюлени 3: Живи или мъртви“ (на английски: U.S. Seals 3: Frogmen) е американски игрален филм, екшън на режисьора Франклин А. Валет (Franklin A. Vallette) от 2002 г.
Сценаристи са Стив Латшоу (Steve Latshaw) и Дани Лърнър (Danny Lerner), музиката е на Сърдж Колбърт (Serge Colbert), а оператор е Дон Е. ФонтЛеРой (Don E. FauntLeRoy). По-голямата част от филма е заснета в България (София и Панчарево).

## В ролите
| Изпълнител                    | Роля                        |
| ----------------------------- | --------------------------- |
| Тайлър Кристофър              | Рик                         |
| Бентли Мичъм                  | Андреас / терористът Каспър |
| Джон Саймън Джоунс            | Милър                       |
| Гари Мърфи                    | Бейкър                      |
| Георги Станчев                | Джейкъбс                    |
| Атанас Сребрев                | Роджърс                     |
| Георги Златарев               | МакГий                      |
| Ивайло Герасков               | Крозняк                     |
| Десислава Кирова - Дейзи Ланг | Аня                         |
| Свежен Младенов               | Стив                        |
| Александър Тумбев             | Томас                       |
| Данко Йорданов                | Харис                       |
| Хари Аничкин                  | Андерсън                    |
| Добрин Досев                  | блокадна охрана             |
| Гейл Сандс                    | рецепционист                |
| Димитър Кузов                 | охранител на кариерата      |
| Камен Велковски               | терорист на траулера        |
| Асен Маринов                  | терорист                    |

## Филми от поредицата за „Американски тюлени“
Поредицата „Американски тюлени“ включва 3 филма:
- „Американски тюлени“ (2000)
- „Американски тюлени II: Първична сила“ (2001)
- „Американски тюлени 3: Живи или мъртви“ (2002)